# باكو روكا
باكو روكا (بالإسبانية: Paco Roca)‏ هو كاتب وكاتب سيناريو إسباني، ولد في 1969 في بلنسية في إسبانيا.

## وصلات خارجية
- الموقع الرسمي
- باكو روكا على موقع IMDb (الإنجليزية)
- باكو روكا على موقع قاعدة بيانات الفيلم (الإنجليزية)